# Pentagonica picticornis
Pentagonica picticornis är en skalbaggsart som beskrevs av Bates. Pentagonica picticornis ingår i släktet Pentagonica och familjen jordlöpare. Inga underarter finns listade i Catalogue of Life.